# The Naked and Famous
The Naked and Famous é uma banda de synthpop neozelandesa formada em Auckland em 2008. No mesmo ano, Thom Powers e Alisa Xayalith gravaram dois EPs com o engenheiro Aaron Short. Em 2009 juntaram com o baixista David Beadle e o baterista Jesse Wood.
Em 2010 lançaram seu single "Young Blood", que estreou na parada da Nova Zelândia no número um, além de seu primeiro álbum de estúdio, Passive Me, Aggressive You, em 6 de setembro.
Em dezembro de 2010 a banda foi citada como revelação em um artigo intitulado "Sound of 2011" publicado pela BBC.
Depois de muitas críticas positivas, em 2011 a banda venceu várias categorias no "New Zealand Music Awards", sendo a destaque da premiação.

## História
Alisa Xayalith, Thom Powers e Aaron Short foram estudar em 2008 no Music and Audio Institute, em Auckland. Xayalith e Powers interromperam os estudos e se juntaram sob o nome The Naked and Famous. Eles produziram no mesmo ano, dois EPs. Também visitaram os Estados Unidos, para o CMJ Music Marathon em Nova York. Durante esse tempo eles já eram apoiados pelo estudante de engenharia musical, Short. Para suas performances ao vivo, eles se juntaram, no início de 2009, com o baixista David Beadle, e o baterista Jesse Wood. Dois outros músicos que tinham ido para a mesma escola que Powers e Short. A banda agora é composta por cinco membros.
Os Neozelandeses tiveram crescimento imediato em 2010 com o single "Young Blood". Instantaneamente, foram parar no topo das paradas da Nova Zelândia e alcançaram o status de platina (15.000 unidades vendidas). Eles também receberam o prêmio APRA Silver Scroll, prêmio australiano de música. O álbum de estréia Passive Me, Aggressive You também alcançou o topo das paradas de álbuns e recebeu disco de ouro.
Em 2011, a banda apresentou-se no The Sun (C4 Live Sessions). A música "Young Blood" está no trailer de um dos episódios da série britânica Skins e no primeiro episódio da série cancelada The Secret Circle (série), exibida pelo canal americano Warner Channel.

## Discografia

### Álbuns de estúdio
| Título | Melhor posição nas tabelas musicais | Melhor posição nas tabelas musicais | Melhor posição nas tabelas musicais | Melhor posição nas tabelas musicais | Melhor posição nas tabelas musicais | Melhor posição nas tabelas musicais | Melhor posição nas tabelas musicais | Melhor posição nas tabelas musicais | Melhor posição nas tabelas musicais | Certificações |
| Título | NZL                                 | ALE                                 | AUS                                 | AUT                                 | HOL                                 | IRL                                 | SUI                                 | RU                                  | EUA                                 | Certificações |
| --- | ----------------------------------- | ----------------------------------- | ----------------------------------- | ----------------------------------- | ----------------------------------- | ----------------------------------- | ----------------------------------- | ----------------------------------- | ----------------------------------- | ------------- |
| Passive Me, Aggressive You - Lançamento: 6 de Setembro de 2010 - Gravadora(s): Somewhat Damaged - Formato(s): CD, download digital, vinil | 1                                   | 31                                  | 25                                  | 56                                  | 74                                  | 38                                  | 74                                  | 25                                  | 91                                  | - Ouro        |
| In Rolling Waves - Lançamento: 13 de Setembro de 2013 - Gravadora(s): Somewhat Damaged - Formato(s): CD, download digital, vinil          | 4                                   | 96                                  | 12                                  | 36                                  | —                                   | 68                                  | 34                                  | 53                                  | 48                                  |               |
| Simple Forms - Lançamento: 14 de Outubro de 2016 - Gravadora(s): Somewhat Damaged - Formato(s): CD, download digital, vinil               | —                                   | —                                   | —                                   | —                                   | —                                   | —                                   | —                                   | —                                   | —                                   |               |

### Álbuns de compilação
| Detalhes do álbum |
| --- |
| Passive Me, Aggressive You (Remixes & B-Sides) - Lançamento: 15 de Abril de 2013 - Gravadora(s): Somewhat Damaged - Formato(s): Vinil, download digital |

### Extended plays
| Detalhes do álbum                                                                                                |
| --- |
| This Machine - Lançamento: 5 de Maio de 2008 - Gravadora(s): Somewhat Damaged - Formato(s): CD, download digital |
| No Light - Lançamento: 8 de Setembro de 2008 - Gravadora(s): Round Trip Mars - Formato(s): CD, download digital  |
| This Machine / No Light - Lançamento: 16 de Abril de 2011 - Gravadora(s): Universal Republic - Formato(s): CD    |

## Singles
| 2008                                         | "Kill the Littleblackdots" | —  | —  | —  | —  | —  | —  | —  | —  | —   | —  |                                   | This Machine               |
| 2009                                         | "All of This"              | —  | —  | —  | —  | —  | —  | —  | —  | —   | —  |                                   | Passive Me, Aggressive You |
| 2010                                         | "Young Blood"              | 1  | 30 | 26 | 53 | 87 | 77 | 59 | 64 | 114 | 9  | - Platina - Platina - Ouro - Ouro | Passive Me, Aggressive You |
| 2010                                         | "Pushing In a Dream"       | 11 | —  | 85 | —  | 87 | 70 | —  | —  | —   | 18 | - Ouro - Ouro                     | Passive Me, Aggressive You |
| 2011                                         | "Girls Like You"           | —  | —  | —  | —  | —  | —  | —  | —  | —   | —  |                                   | Passive Me, Aggressive You |
| 2013                                         | "Hearts Like Ours"         | —  | —  | —  | —  | —  | —  | —  | —  | —   | —  |                                   | In Rolling Waves           |
| 2013                                         | "A Stillness"              | —  | —  | —  | —  | —  | —  | —  | —  | —   | —  |                                   | In Rolling Waves           |
| 2013                                         | "I Kill Giants"            | —  | —  | —  | —  | —  | —  | —  | —  | —   | —  |                                   | In Rolling Waves           |
| 2016                                         | "Higher"                   | —  | —  | —  | —  | —  | —  | —  | —  | —   | —  |                                   | Simple Forms               |
| 2016                                         | "Laid Low"                 | —  | —  | —  | —  | —  | —  | —  | —  | —   | —  |                                   | Simple Forms               |
| "—" Não entrou na tabela musical deste país. |                            |    |    |    |    |    |    |    |    |     |    |                                   |                            |

## Vídeos musicais
| Título                | Álbum                      | Diretor(es)                   |
| --------------------- | -------------------------- | ----------------------------- |
| "Serenade"            | This Machine               | Campbell Hooper & Joel Kefali |
| "Birds"               | No Light                   | Campbell Hooper & Joel Kefali |
| "All of This"         | Passive Me, Aggressive You | Campbell Hooper & Joel Kefali |
| "Young Blood"         | Passive Me, Aggressive You | Campbell Hooper & Joel Kefali |
| "Punching in a Dream" | Passive Me, Aggressive You | Campbell Hooper & Joel Kefali |
| "Girls Like You"      | Passive Me, Aggressive You | Campbell Hooper & Joel Kefali |
| "The Sun"             | Passive Me, Aggressive You | Campbell Hooper & Joel Kefali |
| "Higher"              | Higher                     |                               |

## Prêmios e nomeações
| Ano  | Prêmio                   | Indicação                  | Categoria                            | Resultado |
| ---- | ------------------------ | -------------------------- | ------------------------------------ | --------- |
| 2010 | APRA Silver Scroll       | "Young Blood"              |                                      | Venceu    |
| 2010 | New Zealand Music Awards | Passive Me, Aggressive You | Gravity Coffee Critics' Choice Prize | Indicado  |
| 2011 | New Zealand Music Awards | Passive Me, Aggressive You | MAINZ Melhor Produtor                | Venceu    |
| 2011 | New Zealand Music Awards | Passive Me, Aggressive You | MAINZ Melhor Engenheiro              | Venceu    |
| 2011 | New Zealand Music Awards | Passive Me, Aggressive You | Álbum do ano                         | Venceu    |
| 2011 | New Zealand Music Awards | Passive Me, Aggressive You | Melhor Álbum Alternativo             | Venceu    |
| 2011 | New Zealand Music Awards | "Young Blood"              | Single do Ano                        | Venceu    |
| 2011 | New Zealand Music Awards | The Naked and Famous       | Melhor Grupo                         | Venceu    |
| 2011 | New Zealand Music Awards | The Naked and Famous       | Artista Revelação                    | Venceu    |
| 2011 | New Zealand Music Awards | The Naked and Famous       | People's Choice Award                | Indicado  |